# Dračevica (Chorwacja)
Dračevica – wieś w Chorwacji, w żupanii splicko-dalmatyńskiej, w gminie Nerežišća. W 2011 roku liczyła 89 mieszkańców.